# Punta Mai
El punta Mai (en inglés: Mai Point) es una punta que marca el lado este de la entrada a Maiviken, una pequeña bahía dentro de la bahía Cumberland Oeste, Georgia del Sur. Fue trazada por la Expedición Antártica Sueca, 1901-1904, en virtud de Otto Nordenskjöld. El nombre deriva de la asociación con Maiviken.